# توروو، استان بزرگتر لهستان
توروو، استان بزرگتر لهستان (به لاتین: Turowo, Greater Poland Voivodeship) یک منطقهٔ مسکونی در لهستان است که در «Gmina Pniewy, Greater Poland Voivodeship» واقع شده‌است.